# ديفيد لوغان (كرة سلة)
ديفيد لوغان (بالإنجليزية: David Logan)‏ مواليد 26 ديسمبر 1982 في شيكاغو، هو لاعب كرة سلة أمريكي. بدأ مسيرته الاحترافية في سنة 2005. يلعب مع إس إس فليتشي سكاندون كلاعب هجوم خلفي. يحمل الرقم 6. يبلغ طوله 6 قدم 1 بوصة (1.9 م).

## المسيرة الاحترافية
لعب مع تورو زغورجيلتس في موسم 2007–2008، ثم لعب مع أسكو غدينيا من سنة 2008 إلى 2010، ثم لعب مع ساسكي باسكونيا في الدوري الإسباني في موسم 2010–2011، ثم لعب مع نادي باناثينايكوس لكرة السلة في موسم 2011–2012، ثم لعب مع مكابي تل أبيب لكرة السلة في موسم 2012–2013، ثم لعب مع ألبا برلين في الدوري الألماني في موسم 2013–2014.

## الإنجازات
أسكو غدينيا
- الدوري البولندي لكرة السلة (2): 2008–09، 2009–10

 نادي باناثينايكوس لكرة السلة
- كأس اليونان لكرة السلة (1): 2011–12

 مكابي تل أبيب لكرة السلة
- كأس إسرائيل لكرة السلة (1): 2012–13

 دينامو باسكت ساساري
- كأس إيطاليا لكرة السلة (1): 2015
- كأس السوبر الإيطالية لكرة السلة (1): 2014
- ليغا باسكيت الدرجة الأولى (1): 2014–15

## إحصائيات المسيرة
|  | تصدر الدوري |

### الدوري الأوروبي
| السنة   | الفريق                       | لعب | بدأ | دقيقة | ميداني% | ثلاثية | حرة  | ارتداد | صنع | استلاب | تصدي | نقطة | أداء |
| ------- | ---------------------------- | --- | --- | ----- | ------- | ------ | ---- | ------ | --- | ------ | ---- | ---- | ---- |
| 2008–09 | أسكو غدينيا                  | 15  | 15  | 34.3  | .402    | .337   | .786 | 2.7    | 2.7 | 2.7    | .3   | 16.9 | 13.5 |
| 2009–10 | أسكو بروكوم                  | 20  | 20  | 36.3  | .453    | .331   | .625 | 2.6    | 3.4 | 1.6    | .2   | 15.3 | 13.1 |
| 2010–11 | ساسكي باسكونيا               | 19  | 11  | 22.9  | .415    | .398   | .735 | 1.6    | 2.4 | .8     | .1   | 10.0 | 8.6  |
| 2011–12 | نادي باناثينايكوس لكرة السلة | 21  | 5   | 15.0  | .437    | .317   | .706 | .9     | 1.0 | 1.0    | .1   | 6.5  | 4.7  |
| 2012–13 | مكابي تل أبيب لكرة السلة     | 27  | 0   | 24.9  | .493    | .434   | .640 | 2.3    | 1.2 | 1.1    | .3   | 10.6 | 10.0 |
| المسيرة |                              | 102 | 51  | 26.1  | .442    | .371   | .695 | 2.0    | 2.0 | 1.3    | .2   | 11.5 | 9.7  |

## روابط خارجية
- ديفيد لوغان على موقع الاتحاد الدولي لكرة السلة (الإنجليزية)
- ديفيد لوغان على موقع الدوري الأوروبي لكرة السلة (الإنجليزية)
- ديفيد لوغان على موقع الدوري الإسباني لكرة السلة (الإسبانية)
- ديفيد لوغان على موقع كرة السلة الأوروبية.كوم (الإنجليزية)
- ديفيد لوغان على موقع ريلجم (الإنجليزية)
- ديفيد لوغان على موقع بروبوليرز (الإنجليزية)
- ديفيد لوغان على موقع سبورتس رفرنس (الإنجليزية)
- ديفيد لوغان على موقع سبورتس رفرنس (الإنجليزية)